# 建安街道 (哈尔滨市)
建安街道是中华人民共和国黑龙江省哈尔滨市平房区下辖的一个街道办事处。

## 行政区划
建安街道下辖以下村级行政区划单位：
建桥社区、建安社区、建国社区。